# 모잠비크 은행
모잠비크 은행(포르투갈어: Banco de Moçambique)은 모잠비크의 중앙은행이다. 은행은 상업은행으로서의 역할을 하지 않으며 국가의 통화 정책을 관리할 책임이 있다. 공화국의 대통령이 주지사를 임명한다. 이 은행은 수도인 마푸투에 위치해 있으며 베이라와 남풀라에 각각 두 개의 지점을 가지고 있다. 모잠비크 은행은 금융포용정책을 개발하는데 적극적이며 금융포용동맹의 회원이다.

## 도입
상업 은행으로서 일반 대중들에게 소비자 서비스를 제공하지 않는다. 은행의 주된 책임은 국가의 통화 정책을 관리하고 모잠비크 내에서 안전하고 안정적인 금융 시스템을 보장하는 것이다. 모잠비크 은행은 유일하게 통화 지폐와 동전을 발행하는 권한을 가지고 있다. 중앙은행으로서의 권한을 행사함으로써 국내 22개 시중은행 모두의 감독을 책임지고 있다. 물가 상승과 경제 자유화 속에서 BOM은 새로운 도전에 직면해 있다. 모잠비크의 민영화는 아프리카에서 가장 큰 것 중 하나이다.
국제 통화 기금(IMF)은 최근 통화정책 틀에 관한 은행의 변화를 금융안정을 위한 훌륭한 조치라고 치켜세웠다.
본부는 수도인 마푸투에 위치해 있으며, 베이라와 남풀라에 2개의 지점이 더 있다. 2018년에는 지하 2층, 지상 30층, 연면적 25900m2 규모의 신축 건물로 본사가 이전되었다.
모잠비크는 1975년 독립한 남아프리카 공화국에 위치한 포르투갈 식민지였다. 인구는 3천만 명이고 국토 면적은 80만 km2이다. 모잠비크는 세계에서 가장 가난하고 가장 저개발된 나라 중 하나로 여겨진다.

## 모잠비크의 경제

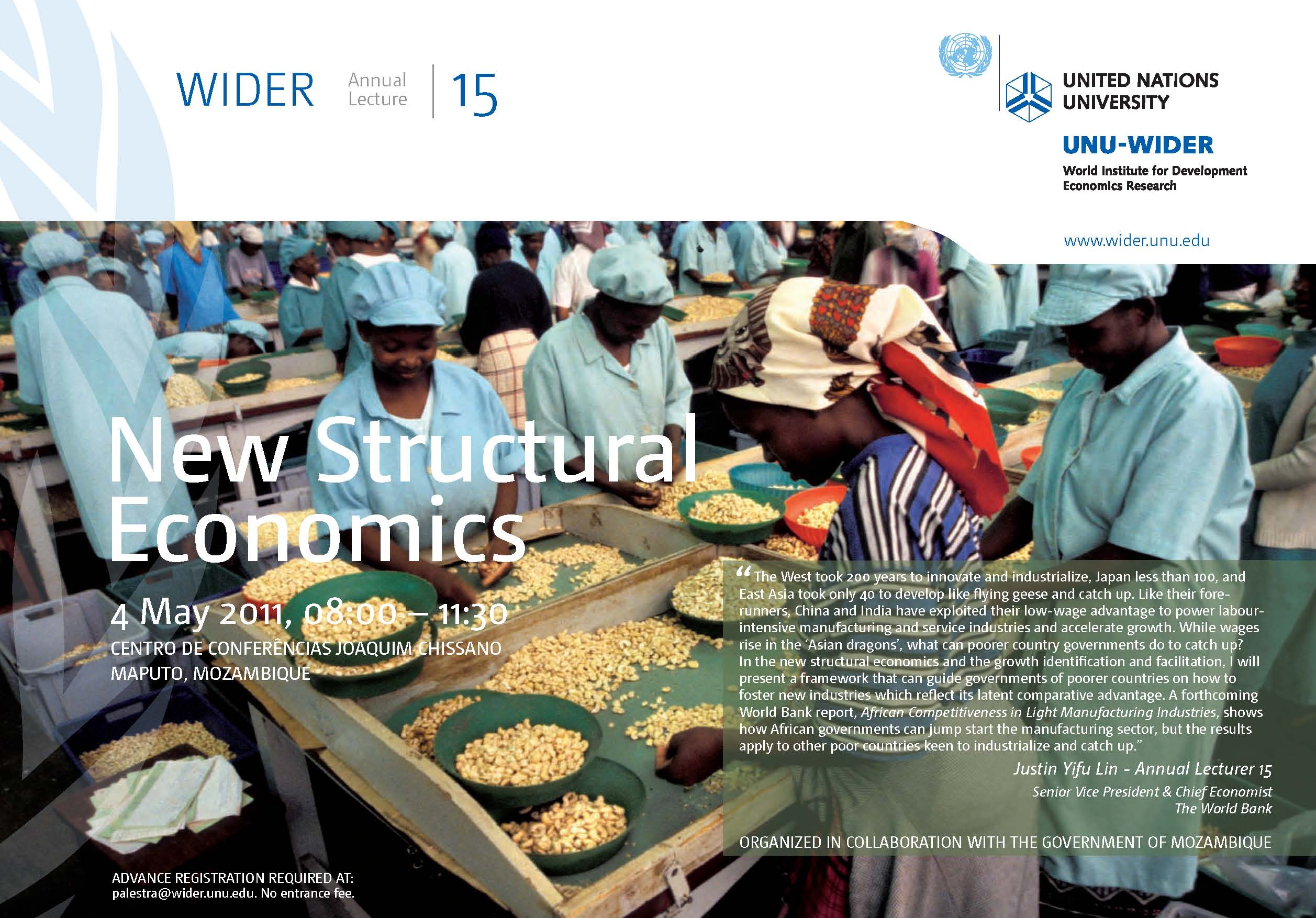
신구조경제

모잠비크는 독립 후 초기 산업화된 식민지 사회에서 중앙 계획 경제를 가진 나라로 변모했다. 제조업은 GDP의 15%에도 못 미치는 저생산성 농업에 크게 의존하고 있다. 모잠비크는 2016년 11월 인플레가 26%에 달할 정도로 가파른 증가세를 보였다. 그러나 지난 몇 년 동안, 2020년의 인플레이션이 3% 미만이었기 때문에 주목할 만한 진전이 있었다.
지난 몇 년 동안, 모잠비크는 대규모 가스 발견으로 막대한 광물 자원과 신생 광산 분야의 잠재력으로 인해 국제 투자자들로부터 큰 관심을 끌었다. 그러나 격앙된 내전과 만연한 부패는 이러한 천연자원을 생산적인 방식으로 활용하는 데 방해가 되었다. 생활비 변동과 급변하는 정국 속에서 경제 안정을 유지하는 것이 국가의 주요 경제 과제이다. 그런 맥락에서 경제 통치와 투명성 향상을 통해 안정을 되찾는 것은 모잠비크 은행에 부여된 주요 책임이다.

## 개발
모잠비크 은행은 1974년 루사카 협정에 따라 1975년에 설립되었다. 모잠비크는 지난 10년 동안 통화 안정과 경제 자유화 분야에서 상당한 발전을 이루었다. 그러나 여전히 극심한 빈곤, 취약한 제도, 열악한 사회 복지 서비스, 경제성장의 혜택 양극화 등 식민지 시대로부터 물려받은 장애물이 진보를 방해했다. 하지만 금융통화정책은 대출시장 비리를 막지 못해 논란이 일고 있다. 2018년/2020년 향후 3년간의 은행 전략 목표 초안이 현재 진행 중이다. 이 전략 계획은 주로 민영화가 증가하는 가운데 뒤따르는 공공의 이익에 초점을 맞추고 있다.

## 같이 보기
- 모잠비크의 경제
- 모잠비크 메티칼